# Daleszewo (stacja kolejowa)
Daleszewo – stacja kolejowa w Daleszewie, w województwie zachodniopomorskim, w Polsce. W grudniu 2019 r. zmieniono nazwę stacji z Daleszewo Gryfińskie na Daleszewo.

## Ruch pasażerski
| Rok  | Wymiana pasażerska na dobę |
| ---- | -------------------------- |
| 2017 | 20-49                      |
| 2022 | 20-49                      |